# 新部裕
新部 裕（にいべ ゆたか、1967年 - ）は、日本のソフトウェア技術者。群馬県生まれ。
GNUプロジェクトの活動を国内外で推進する、特定非営利活動法人フリーソフトウェアイニシアティブ（FSIJ）の理事長。
元独立行政法人産業技術総合研究所（産総研）情報技術研究部門自由ソフトウェア部門研究グループ長。

## 略歴
電気通信大学電子工学専攻修士課程修了後、株式会社三菱総合研究所に入社。 
リーナス・トーパルズによって開始されたLinuxの開発に関心を抱き、フロッピーディスクを入手し、Linuxカーネル開発に取り組む。Linux開発のスポンサーのリスト (コントリビューターリスト) に Patron として記載された唯一の日本人（2000年12月現在）。
GNUプロジェクトやLinux開発での国際的な活動が広がってきた2000年に、通商産業省電子技術総合研究所（現・独立行政法人産業技術総合研究所）に、国家公務員の任期付任用第一号として採用される。
産総研では、情報技術研究部門自由ソフトウェア部門の研究グループ長を務めるかたわら、情報処理推進機構（IPA）の「未踏ソフトウェア創造事業」のプロジェクトマネージャー、日本情報処理開発協会（JIPDEC）が主催する国内若手プログラマーの育成等を目的とした「U-20プログラミングコンテスト」の審査委員などを兼務した。

2006年から2007年にかけて策定されたGNU General Public Licenseバージョン3については、その草稿協議グループA(Committee A)に属している。

## 人物
趣味は「井戸掘り」で、「足場だった石が逆に障害になることもある」等とソフトウエアの開発を深くコアまで掘り下げる井戸掘りに例える講演も行っている。
FSIJでの活動時など、産総研を離れ個人の資格で活動する際は「g新部裕」（ぐにゅーべ ゆたか）を名乗ることが多い。ちなみに本人によれば、「g新 (New)」とは「GNU」の意味である。